# Deerwood
Deerwood é uma cidade localizada no estado americano de Minnesota, no Condado de Crow Wing.

## Demografia
Segundo o censo americano de 2000, a sua população era de 590 habitantes.
Em 2006, foi estimada uma população de 569, um decréscimo de 21 (-3.6%).

## Geografia
De acordo com o United States Census Bureau tem uma área de
5,2 km², dos quais 3,5 km² cobertos por terra e 1,7 km² cobertos por água.

## Localidades na vizinhança
O diagrama seguinte representa as localidades num raio de 12 km ao redor de Deerwood.